# David Starr Jordan
David Starr Jordan (Gainesville, estado de Nueva York, 19 de enero de 1851-Stanford, 19 de septiembre de 1931) fue un naturalista, ictiólogo y pacifista estadounidense.
Fue el principal ictiólogo de principios del siglo XX. Escribió 650 artículos y libros sobre el tema, además de ejercer como presidente de las universidades de Indiana y de Stanford (el primero de todos, en este caso).
Fue un activista del pacifismo: presidió la World Peace Foundation desde 1910 hasta 1914.
Formó parte de la junta de gobierno de la Human Betterment Foundation, una organización eugenésica establecida en Pasadena en 1928 con el objetivo de recopilar y distribuir información sobre la legislación estadounidense de esterilización forzosa con propósitos eugenésicos.

## Regla de Jordan
En la teoría de la evolución, se conoce como regla de Jordan o ley de Jordan a la afirmación de David Starr Jordan de que las especies estrechamente relacionadas tienen distribuciones geográficas no similares, pero sí bastante próximas, separadas a veces solamente por un obstáculo natural insalvable (un brazo de agua o una montaña).[cita requerida]
En ictiología, la regla de Jordan establece que el número de vértebras de un pez está altamente correlacionado con la latitud (más vértebras en los ambientes más fríos).[cita requerida]

## Algunas publicaciones
- 1973. The shore fishes of Hawaii: these fishes are found throughout the Pacific Ocean. Con Barton Warren Evermann. Edición ilustrada de C. E. Tuttle Co. 392 p.

- 1922. Days of a Man. Autobiografía. Reimpreso por Nabu Press, 858 p. 2012 ISBN 1277807043

- 1918. Democracy and World Relations. Editor World Book Co. 158 pp. Reimpreso por BiblioBazaar, 172 p. 2009 ISBN 0559914598

- 1917. The genera of fishes ...: A contribution to the stability of scientific nomenclature. Leland Stanford Junior University publications: Univ. series 27. Con Warren Evermann. Editor The University. Reeditó Stanford Univ. Press, 154 p. 2010

- 1916. Ways of Lasting Peace

- 1915. War and the Breed: The Relation of War to the Downfall of Nations. Editor The Beacon Press, 265 p. Reimpreso por BiblioBazaar, 282 pp. 2010 ISBN 111796079X

- 1913. Naval waste. Editor World Peace Foundation, 17 pp. Reimpreso por BiblioBazaar, 20 p. 2010 ISBN 1176875078

- 1913. War and Waste: a series of discussions of war and war accessories. Editor Doubleday, Page & Co. 296 p. Reimpreso por BiblioBazaar, 318 p. 2010 ISBN 1144669480

- 1912. Animal life: a first book of zoölogy. Twentieth century text-books. Con Vernon Lyman Kellogg. Editor D. Appleton & Co. 329 pp. Reimpreso por BiblioBazaar, 354 p. 2010 ISBN 1171721269

- 1910. The story of Matka: a tale of the Mist-Islands. Con George Archibald Clark. Edición reimpresa de Whitaker & Ray-Wiggin Co. 68 pp. Reeditó Nabu Press, 104 p. 2012 ISBN 1276766327

- 1907. Fishes. Am. nature series. Group 1. Classification of nature. Editor H. Holt, 789 p. Reimpreso por BiblioBazaar, 854 pp. 2010 ISBN 1176284096

- 1907. Evolution and animal life: an elementary discussion of facts, processes, laws and theories relating to the life and evolution of animals. Con Vernon Lyman Kellogg. Editor D. Appleton & Co. 489 pp. Reimpreso por BiblioBazaar, 522 p. 2011. ISBN 1178577333

- 1906. Life's Enthusiasms. Reimpreso por Dodo Press, 48 p. 2007 ISBN 1406546585

- 1902. True tales of birds and beasts. Heath's home and school classics: The young reader's series. Editor D.C. Heath & Co. 132 p.

- 1902. The Blood of the Nation: a study of the decay of races through survival of the unfit. Editor Am. Unitarian Association, 82 pp. Reimpreso por Kessinger Publ. 82 p. 2010 ISBN 1161827633

- 1898. Imperial Democracy. 19 p. Reimpreso por Books LLC, 130 pp. 2009. ISBN 1459083571

- 1885. Papers on North American ichthyology. Papers on North American Ichthyology

- 1883. Synopsis of the fishes of North America. Smithsonian miscellaneous collections 24 (16). Editor Govt. print. off. 1.018 pp.

- 1878. Contributions to North American ichthyology. Bull. 3 (United States National Museum). Con Alembert Winthrop Brayton. Editor Govt. print. off. 217 p. Reimpreso por Nabu Press, 52 p. 2012. ISBN 1278793445

- 1876. Manual of the Vertebrates of the Northern United States. Reimpreso por Scholarly Publ. Off. Univ. of Michigan Library, 344 p. 2006 ISBN 1425534716

## Honores

### Eponimia

#### Géneros
Fanerógamas
Caryophyllaceae Jordania Boiss. -- Diagn. Pl. Orient. ser. 1, 8: 93. 1849 (IK)
Peces
Zoarcidae Davidijordania Popov, 1931
Cyprinodontidae Jordanella Goode & Bean, 1879

#### Especies
- Agonomalus jordani Jordan & Starks, 1904.
- Agonomalus jordani Schmidt, 1904.
- Allocareproctus jordani (Burke, 1930).
- Astyanax jordani (Hubbs & Innes, 1936).
- Caelorinchus jordani Smith & Pope, 1906.
- Caulophryne jordani Goode & Bean, 1896.
- Chimaera jordani Tanaka, 1905.
- Charal, Chirostoma jordani Woolman, 1894.
- Choerodon jordani (Snyder, 1908).
- Cirrhilabrus jordani Snyder, 1904.
- Cyclopteropsis jordani Soldatov, 1929.
- Diplacanthopoma jordani Garman, 1899.
- Enneanectes jordani (Evermann & Marsh, 1899).
- Eopsetta jordani (Lockington, 1879).
- Etheostoma jordani Gilbert, 1891.
- Gadella jordani (Böhlke & Mead, 1951).
- Hemilepidotus jordani Bean, 1881.
- Lampanyctus jordani Gilbert, 1913.
- Lutjanus jordani (Gilbert, 1898).
- Lycenchelys jordani (Evermann & Goldsborough, 1907).
- Malthopsis jordani Gilbert, 1905.
- Mycteroperca jordani (Jenkins & Evermann, 1889).
- Neosalanx jordani Wakiya & Takahashi, 1937.
- Patagonotothen jordani (Thompson, 1916).
- Ptychidio jordani Myers, 1930.
- Ronquilus jordani (Gilbert, 1889).
- Sebastes jordani (Gilbert, 1896).
- Teixeirichthys jordani (Rutter, 1897).
- Triglops jordani (Schmidt, 1903).
- Dusisiren jordani  (Kellogg, 1925).

- La abreviatura «D.S.Jord.» se emplea para indicar a David Starr Jordan como autoridad en la descripción y clasificación científica de los vegetales.[3]

## Abreviatura (zoología)
La abreviatura D. S. Jordan o Jordan  se emplea para indicar a David Starr Jordan como autoridad en la descripción y taxonomía en zoología.